# شو شين
شو شين (بالإنجليزية: Shu Chien)‏ هو عالم صيني في مجال هندسة حيوية ولد في 1931 في بيجين، حائز على جائزة قلادة العلوم الوطنية الأمريكية (2010).

## وصلات خارجية
- الموقع الرسمي لجائزة قلادة العلوم الوطنية الأمريكية